# Malang Diedhiou
Pour les articles homonymes, voir Diedhiou.
Malanga Diedhiou est un arbitre international de football sénégalais né le 30 avril 1973 à Badiana.

## Biographie
Diedhiou est sélectionné parmi les arbitres devant officier lors de la Coupe du monde 2018. Il est l'arbitre principal de deux matchs de poule ainsi que du 8e de finale entre la Belgique et le Japon. Il est également le quatrième arbitre de la petite finale entre l'Angleterre et la Belgique. Il annonce sa retraite internationale le 19 juillet 2018 à l'issue de la coupe du monde.
Il devient avec ses compères Djibril Camara et El Hadj Malick Samba le premier trio arbitral africain d’une coupe du monde et du même pays le Sénégal
En dehors de ses activités dans le football, Malang Diedhiou est inspecteur des douanes. Il exerce la fonction de chef de bureau de la zone franche industrielle de Dakar.
Malang Diédhiou a été le premier arbitre africain à officier comme assistant vidéo lors de la Supercoupe d'Afrique de 2018 ayant opposé le Wydad de Casablanca (Maroc) au TP Mazembé en 2018.
En 2019 il devient instruteur à l'Assistance vidéo à l'arbitrage (football) pour la CAF et la FIFA.

## Carrière
- Ligue des champions de la CAF (19 matchs, 1 carton jaune)
- Championnat d'Afrique des nations de football
  - CHAN 2014 (1 match)
  - CHAN 2016 (3 matchs, 5 cartons jaunes)
  - CHAN 2018 (1 match)
- Coupe du monde des moins de 17 ans
  - 2015 (2 matchs, 4 cartons jaunes)
- CAN U23
  - 2015 (2 matchs, 3 cartons jaunes)
- Coupe d'Afrique des nations de football
  - CAN 2015 (1 match)
  - CAN 2017 (3 matchs, 6 cartons jaunes)
- Qualifications à la Coupe d'Afrique des nations de football 2017 (5 match 15 carton jaune)
- Qualifications à la Coupe d'Afrique des nations de football 2012 (2 match 3 carton jaune)
- Jeux olympiques
  - JO 2016 (2 matchs, 3 cartons jaunes)
- Coupe du monde des clubs de la FIFA
  - 2017 (2 matchs, 8 cartons jaune)
- Coupe du monde de football
  - 2018 (3 matchs 8 carton jaunes)

Match amical international (1 matchs carton jaune)

## Récompense
- Meilleur trio arbitral[pas clair] [réf. nécessaire] : Fadouma Dia - Djibril Diallo – Malang Diedhiou
- Nominations : CAF awards 2016 ; nommé en troisième [réf. nécessaire]